# Торговая система местного обмена
Торго́вая систе́ма ме́стного обме́на (англ. Local Exchange Trading System, LETS) — система упорядочивания обмена товарами и услугами между членами сообщества. Обычно является некоммерческой организацией или кооперативом, которые предоставляют своим членам информацию о спросе/предложении и механизм взаимных расчётов на основе внутренней валюты сообщества, эмитентом которой они сами и являются. Различные системы местного обмена присваивают внутренним валютам собственные имена, добавляя местный колорит.

## История
Термин «торговая система местного обмена» был впервые использован в 1982 году жителем Канады Мишелем Линтоном (англ. Michael Linton). Аббревиатура LETS созвучна английскому Let’s — давай, попробуем. Иногда используют название LETSystem.
Система изначально создавалась как некоммерческая беспроцентная сеть обмена услуг и товаров, не нуждающаяся в какой либо государственной валюте. Ядром данной системы является централизованная база данных, доступная для любого участника сети LETS и содержащая в себе всю информацию о «деньгах» и возможностях того или иного участника. «Деньги» зарабатываются за счёт предоставления каких либо услуг или товаров окружающим, и впоследствии могут быть потрачены для приобретения иных товаров/услуг от других членов сети LETS.